# Прометеизм

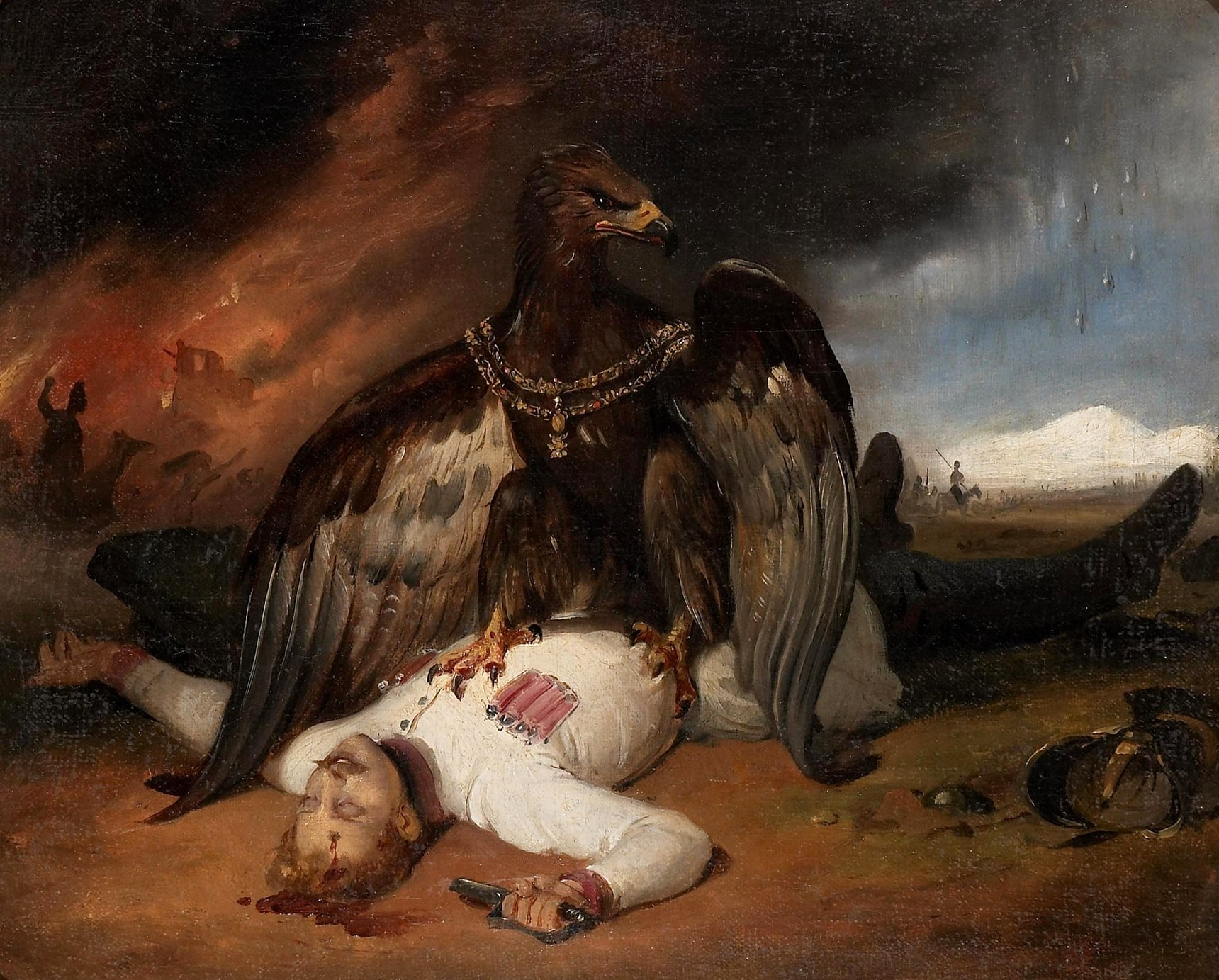
«Польский Прометей», Орас Верне.

Прометеи́зм (пол. Prometeizm) — политическая концепция и движение, направленное на освобождение нерусских народов от господства Российской империи, а впоследствии Советского Союза, и ставившее конечной целью содействие распаду этих многонациональных государств. Основные цели этого геополитического проекта были сформулированы Юзефом Пилсудским ещё в 1904 году в меморандуме японскому правительству; сама же концепция получила развитие как сотрудничество эмигрантских национальных движений с государственными структурами Второй Польской Республики. Польша оказывала Прометеизму значительную организационную, финансовую и разведывательную поддержку.
Движение было наиболее активно в межвоенный период (1920-е – 1939 гг.), хотя сам термин «Прометеизм» как его название вошёл в обиход лишь в середине 1920-х годов. Попытки возрождения Прометеизма предпринимались во время и после Второй мировой войны, вплоть до середины 1950-х. В своей основе Прометеизм носил антиимпериалистический характер, будучи направленным против российского и советского империализма вне зависимости от политического строя в Москве, и часто рассматривался в синергии с польским проектом «Междуморье».
Ключевой организационной платформой для координации деятельности стало объединение, сформировавшееся в 1926 году в Париже вокруг журнала «Прометей» (фр. Le Promethée), которое позже оформилось в Лигу Прометея (Лигу угнетённых Россией народов). В её состав, согласно различным источникам, входили представители около двенадцати этнополитических групп, включая украинцев, грузин, азербайджанцев, кавказских горцев, крымских и поволжских татар, представителей народов Туркестана, донских, кубанских и терских казаков, ингерманландцев и карел, стремившихся к независимости своих народов и регионов. Организация имела зарубежные отделения, в частности, в Харбине, Хельсинки, Берлине и Тегеране. Интеллектуальную и аналитическую поддержку движению предоставляли специализированные учреждения в Польше, такие как Восточный институт в Варшаве и Научно-исследовательский институт Восточной Европы в Вильно; при этом важную роль в координации играла польская разведка.

## Символизм
Выбор названия «Прометеизм» для польского геополитического проекта не был случайным и нес глубокую символическую нагрузку, напрямую апеллируя к известному древнегреческому мифу о титане Прометее. В античной традиции Прометей — это герой-богоборец, похитивший у Зевса огонь для людей и тем самым даровавший им не только тепло и свет, но и основы цивилизации, знания и возможность самостоятельного развития, независимого от воли олимпийских богов. За свой дерзкий поступок Прометей был жестоко наказан Зевсом, что подчеркивало мотив самопожертвования во имя высокой цели.
В контексте политической доктрины, разработанной в Польше в межвоенный период, этот миф получил новое прочтение. Идеологи Прометеизма видели в Польше и в себе своего рода «коллективного Прометея», призванного «принести огонь» национального самосознания и стремления к независимости тем народам, которые находились под властью Российской империи, а затем Советского Союза. Эти народы рассматривались как «порабощенные» или лишенные возможности самостоятельно определять свою судьбу, подобно человечеству до дара Прометея.
«Огонь», который символически несли прометеисты, представлял собой идеи суверенитета, национальной государственности, культурного возрождения и политической субъектности. Советский Союз, как наследник Российской империи, в этой символической системе занимал место Зевса — могущественной, но репрессивной силы, ограничивающей свободу народов. Таким образом, обращение к мифу о Прометее должно было подчеркнуть освободительный, цивилизаторский и даже жертвенный характер миссии, которую брала на себя Польша по отношению к нерусским народам СССР. Этот символизм активно использовался в публицистике и документах движения для мобилизации сторонников и легитимации его целей как внутри Польши, так и на международной арене.